# Shadow Squadron
Shadow Squadron (Japans: ステラアサルト) is een videospel voor het platform Sega 32X. Het spel werd uitgebracht in 1995.

## Ontvangst
| Beoordeeld door                      | Datum             | Score |
| ------------------------------------ | ----------------- | ----- |
| Video Games & Computer Entertainment | juli 1995         | 90%   |
| Digital Press - Classic Video Games  | 20 september 2005 | 90%   |
| GameFan Magazine                     | juni 1995         | 85%   |
| GamePro (USA)                        | juli 1995         | 80%   |
| Sega-16.com                          | 17 november 2005  | 80%   |
| IGN                                  | 13 november 2008  | 80%   |
| Shin Force                           | 17 februari 2005  | 79%   |
| Defunct Games                        | 5 maart 2006      | 79%   |
| Mega Fun                             | mei 1995          | 77%   |
| Game Players                         | juli 1995         | 71%   |